# Objetivo (fotografía)

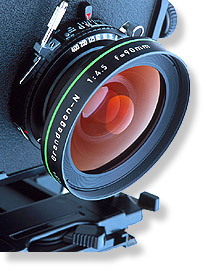
Objetivo de una cámara.

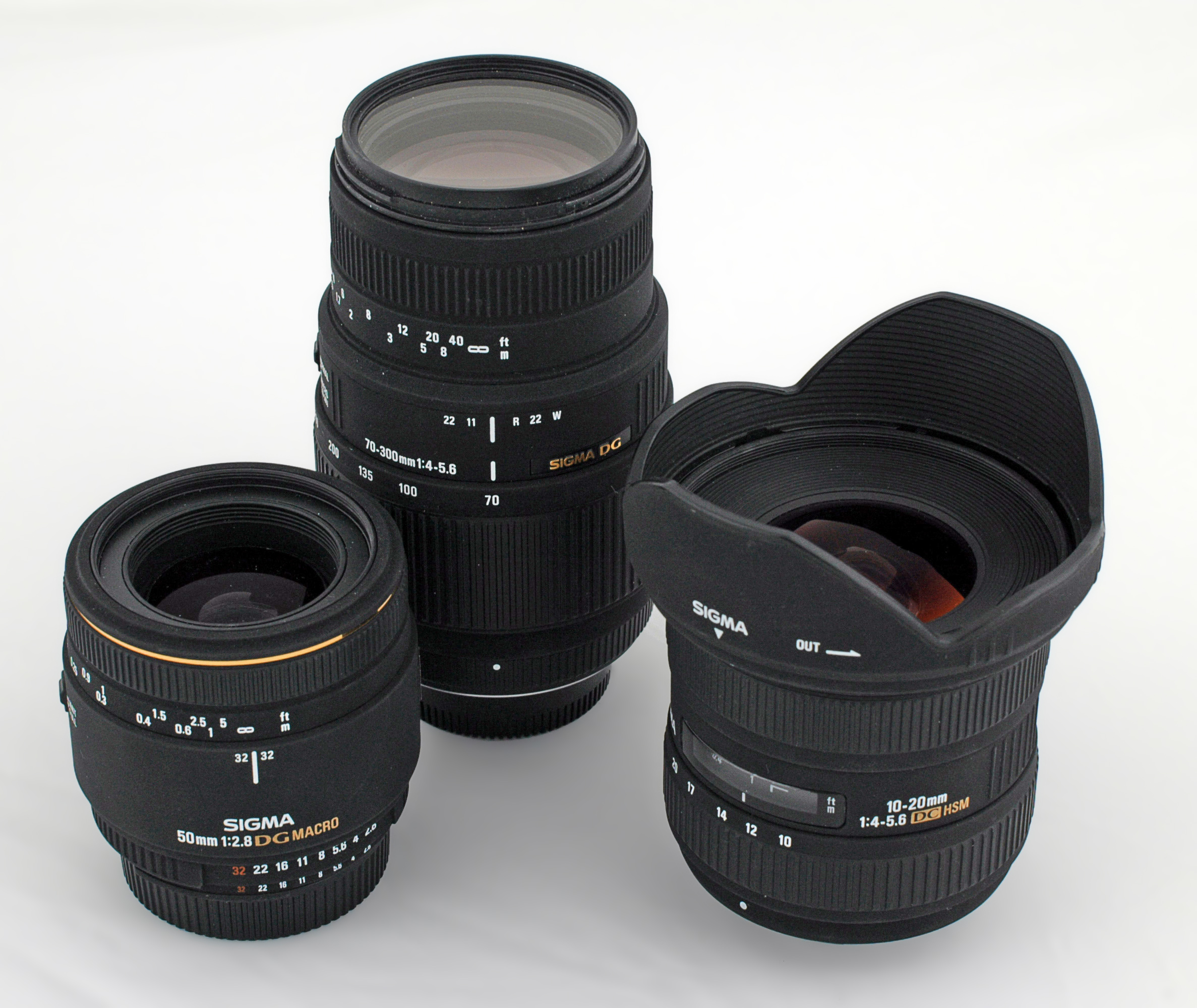
1:2,8/50 Macro - 1:4-5.6/70-300 - 1:4-5.6/10-20

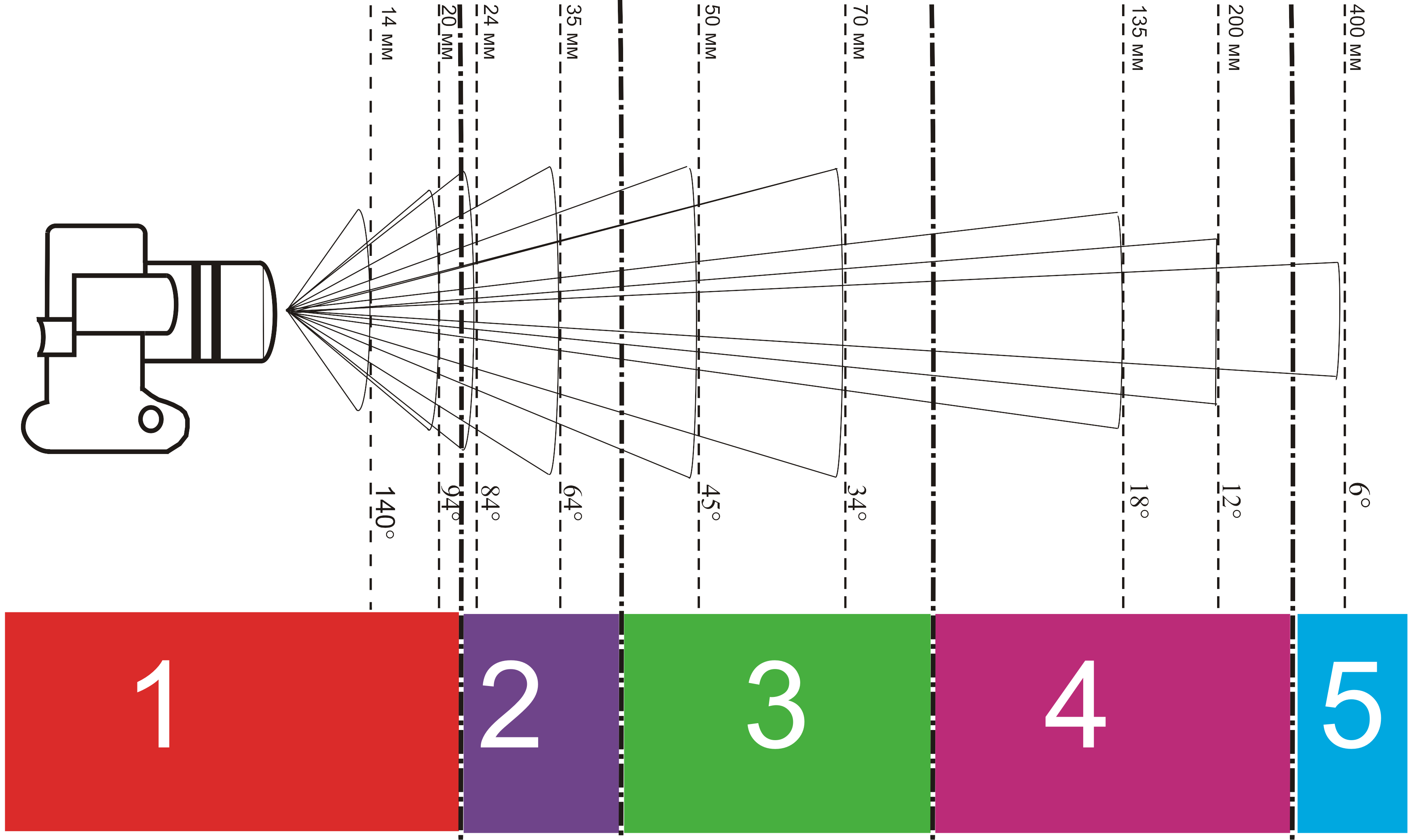
Ángulo de visión según distancia focal del objetivo de una cámara.Diagrama sobre la relación entre la distancia focal del objetivo y el ángulo de visión abarcado:
1. Objetivo ojo de pez.
2. Objetivo gran angular.
3. Objetivo normal.
4. Teleobjetivo.
5. Súper teleobjetivo.

Se denomina objetivo al dispositivo que contiene el conjunto de lentes convergentes y divergentes y, en algunos casos, el sistema de enfoque y/o obturación, que forman parte de la óptica de una cámara tanto fotográfica como de vídeo.
Su función es redirigir los haces de luz para crear una imagen "óptica" en un soporte fotosensible, permitir un enfoque lo más preciso posible y mantener una colimación constante de los elementos ópticos. Este soporte fue evolucionando de las primeras etapas de la fotografía química, a los sensores de imagen en el caso de una cámara digital.

## Historia
El orificio de la cámara oscura es considerado como el primer objetivo, ya que permite hacer pasar por él la luz proveniente de una escena exterior y la proyecta sobre las paredes interiores o sobre un lienzo (ver cámara estenopeica). Posteriormente, este agujero fue sustituido por una lente esférica, que concentraba una mayor cantidad de rayos en un mismo punto; a pesar de la ventaja de la cantidad de luz, una lente tiene diversas desventajas: al estar conformada como un prisma, posee el inconveniente de dispersar la luz, fenómeno conocido como aberración cromática; además de ello, la superficie esférica de una lente no es la forma ideal para hacer converger los haces de luz en un solo punto; esto es conocido como aberración esférica.
Charles Chevalier desarrolló el sistema conocido como doblete acromático, que corrige la aberración cromática mediante el uso de dos lentes, de distinto nivel de refracción pero de igual nivel de dispersión; El siguiente adelanto vendría de la mano de József Miksa Petzval, quien optó por un diseño con varias lentes cóncavas y convexas que trabajando en conjunto corrigen las aberraciones ópticas más eficazmente y permiten una mayor apertura.
Durante finales del siglo XIX y principios del siglo XX se sentaron las bases de los objetivos actuales. Nombres como los de Carl Zeiss, Paul Rudolph, Harold Dennis Taylor, o el matemático y físico Peter Barlow (creador de la lente de Barlow) y John Dallmeyer figuran como grandes contribuidores para sentar las bases de los actuales objetivos, que se mantienen casi sin alteraciones desde dichos años en el tema de la óptica, salvo por la aparición del objetivo zum en 1959 y los sistemas de estabilización mecánica en la última década del siglo XX y la primera década del siglo XXI.

## Principales características

### Luminosidad
La luminosidad de un objetivo está condicionada por: la cantidad de lentes que lo componen, sus composiciones químicas, el tipo de recubrimientos de sus caras y sus diámetros. Esto define la apertura máxima de su diafragma, conocida como apertura efectiva.

#### Número f
Está generalizadamente extendido el uso del número f como indicador comparativo entre objetivos, definiéndose como el cociente entre su distancia focal y su apertura máxima. El número f es inversamente proporcional a la apertura: a menor número f, mayor luminosidad. Los objetivos pueden ser de número f fijo (generalmente como característica a su vez de los objetivos catadióptricos) o variable y su apertura se regula mediante el diafragma. Generalmente, la apertura efectiva se rotula gráficamente en el objetivo, con relación a la longitud focal (por ejemplo, como "f/2.8" o "1:2.8"). En el caso de los objetivos zum, puede ser representado por dos valores, indicando así la disponibilidad de apertura de diafragma según los extremos de funcionamiento para objetivos de distancia focal variable.

### Distancia focal
Indica la distancia (generalmente en milímetros, aunque hasta la década de los 50 el centímetro era la unidad) desde el centro óptico del objetivo al plano focal. Define el "aumento" o zum del objetivo, o cuánto acerca la imagen respecto al punto de vista subjetivo del observador, y al mismo tiempo su cobertura angular.
La ecuación 1/p + 1/q = 1/f describe la relación entre la distancia del objeto (p), la distancia de la imagen (q) y la distancia focal de la lente (f) en un sistema óptico. Si se conocen dos de estos valores, se puede calcular el tercero.

## Tipos de objetivos

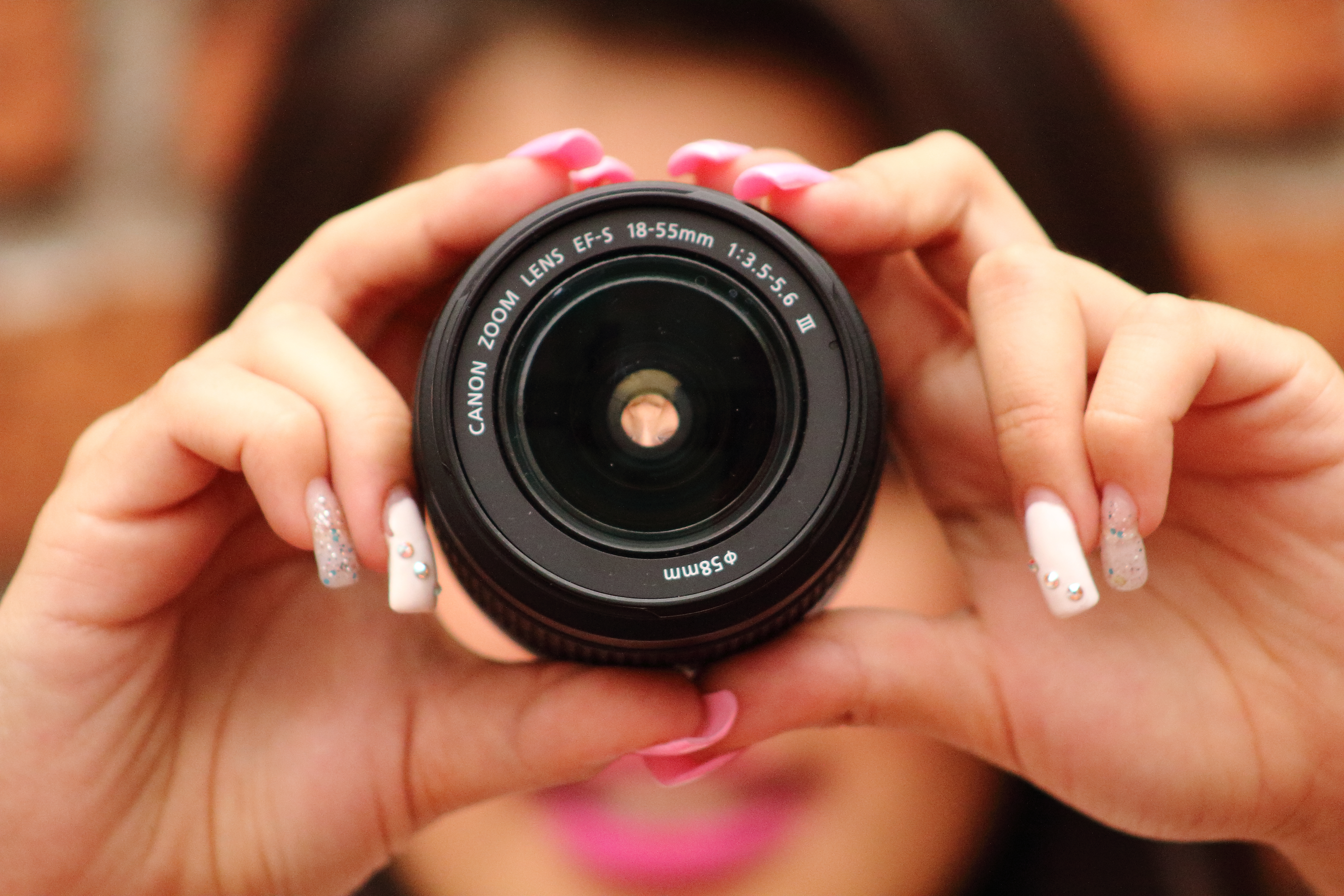
Objetivo Canon básico 18-55mm.

### Según características de la distancia focal
De distancia focal fija: Se destacan por poseer una calidad óptica superior, ya que están construidos con menor número de elementos. Suelen ser más luminosos a distancias focales equivalentes; poseen menos aberraciones geométricas y cromáticas, que perjudican la calidad de la imagen respecto de objetivos tipo zum, y son más livianos y compactos que estos últimos. Como desventaja, hacen necesaria la sustitución por otros objetivos cuando se hace necesaria una longitud focal distinta, puesto que su longitud focal no puede cambiarse.
De distancia focal variable: Tienen la ventaja de brindar varias longitudes focales agrupadas en un solo cuerpo de objetivo, lo cual se consigue mediante el movimiento de ciertos elementos dentro del mismo. Esto los hace más versátiles para el uso diario puesto que no requiere el cambio de objetivo para obtener una longitud focal diferente. Como desventaja, poseen más elementos ópticos, con lo cual existe una mayor probabilidad de aparición de aberraciones y mayor pérdida de luz, lo cual hace que sean menos luminosos que sus contrapartes de focal fija. Por otra parte, son más pesados y frágiles que un objetivo fijo en igual relación de luminosidad.
Existen tres tipos de objetivos de longitud focal variable: Los objetivos los multifocales, los parfocales (verdaderos zum) y los objetivos varifocales. En las tres clases de objetivo pueden variar su longitud focal a voluntad del usuario; sin embargo la diferencia entre ellas radica en que los parfocales mantienen el foco durante el cambio de longitud focal, mientras que en los multifocales y en los varifocales la distancia de enfoque cambia.
Los objetivos multifocales son aquellos objetivos que puede adoptar un número limitado de distancias focales, pero nunca una posición intermedia entre ellas. Se dice que el paso de la máxima distancia focal a la mínima distancia focal se hace de forma discreta. Un objetivo multifocal no es un objetivo zum, haciendo obligatorio el enfoque a cada cambio de distancia focal.
Los objetivos parfocales de aumentos en un microscopio no requieren volver a enfocar la muestra cuando los objetivos cambian. Los objetivos del revólver de un microscopio son parfocales, es decir, al cambiar de un objetivo de bajos aumentos a uno de más altos aumentos solo hay que retocar ligeramente el foco con el ajuste micrométrico.
Los objetivos varifocal son aquellos objetivos que entre la mínima distancia focal y la máxima distancia focal puede situarse en cualquier posición intermedia pasando de una a una de forma continua.
Esta característica era considerada importante durante las primeras épocas de la filmación de vídeo, puesto que era necesario que el foco se mantuviese estable durante el cambio de enfoque (hacer zum); hoy en día, gracias a los sistemas de autofoco su relevancia ha disminuido entre los fabricantes, por lo cual la mayoría de diseños de objetivos llamados zum son varifocales.
- Súper Gran Angular: con distancias focales entre 12 y 28 mm (para película de 35mm) y un ángulo de visión superior a 80°. Suelen ser empleados para conseguir determinados efectos especiales que se obtienen por su distorsión de la imagen. Es el rango focal más empleado en fotografía nocturna.[3]
  - Objetivo ojo de pez: Se trata de un angular extremadamente amplio, superando los 180° en algunos casos. Proporcionan una profundidad de campo extrema, y las líneas de la imagen se proyectan curvas, como si estuvieran reflejadas en una esfera. Se diferencian dos tipos: los que abarcan toda la superficie de exposición (película o sensor) formando por tanto imágenes rectangulares, y los que forman una imagen circular.
- Gran angular: de 28 a 40 mm de distancia focal, y ángulos de captura entre 60 y 180°. Se utilizan para vistas panorámicas de paisajes, arquitectura, deportes.
- Normal: entre 45-70 mm y con un ángulo de entre 40 y 65º. Se caracterizan por crear imágenes con aspecto semejante a la visión del ojo humano. Su profundidad de campo es moderada.
- Teleobjetivos: Poseen longitudes focales entre 70 a 300 mm, y con un ángulo de visión menor a 40°. Tienen una profundidad de campo reducida respecto a las longitudes focales más cortas. Como característica de su imagen, comprimen la perspectiva mostrando objetos relativamente lejanos en sí a un tamaño comparativo similar.
- Superteleobjetivos: distancia focal mayor a 300mm llegando incluso a 1200mm. Permiten acercar objetos situados a grandes distancias; su profundidad de campo es mínima, y por lo general se utilizan en combinación con grandes aperturas para obtener imágenes de objetos totalmente diferenciadas de su fondo. Se utilizan en la cobertura de eventos artísticos y deportivos, y en la fotografía de fauna silvestre.

### Especiales
- Objetivos macro: Permiten el enfoque a muy corta distancia. La denominación macro aplica cuando la imagen proyectada, sobre la superficie fotosensible, tiene al menos el mismo tamaño del objeto fotografiado.
- Objetivos anamórficos, usados habitualmente en el cine (por ejemplo en Cinemascope) para estrechar las imágenes sobre la película y comprimir así vistas panorámicas. Obviamente, luego se utilizan también objetivos de este tipo en el proyector para reconstruir las relaciones originales.
- Objetivos shift o descentrables, en los que se puede desplazar el eje óptico, controlando así la perspectiva de la cámara. Se usan mucho en arquitectura, por ejemplo para corregir la fuga de líneas que se produce al hacer un contrapicado de un edificio.
- Objetivos UV, construido con lentes de cuarzo o fluoruro de cuarzo para poder fotografiar el espectro de luz ultravioleta.
- Objetivos flou, que poseen un determinado nivel de aberración esférica que produce cierto grado de difusión o efecto de halo, en algunos el grado de difusión puede variarse a voluntad. Se usan para retratos, desnudos y para conseguir cierto ambiente romántico y de ensoñación. Este efecto también puede lograrse mediante filtros u otros trucos simples.
- Objetivos submarinos, que además de ser estancos, están diseñados para refractar la luz de forma óptima debajo del agua.
- Objetivos medical, que son básicamente objetivos macro con un flash anular automático incorporado para evitar sombras. Suelen ser de una alta calidad y su uso principal -como su nombre indica- es la fotografía médica.

### Según la geometría de proyección
- Normal o rectilínea: en ella aparecen clasificados la mayoría de objetivos convencionales. Son diseñados con correcciones ópticas que hacen una aproximación a la proyección paralela para crear la imagen, de tal forma que las líneas rectas en la escena aparecen igualmente rectas en la imagen. Los objetivos de longitud focal fija están diseñados para cumplir este requisito, mientras que en los objetivos zum es inevitable cierto grado de distorsión de curvatura, lo cual es considerado un defecto para los mismos.
- Esférica: proyectan la imagen como si estuviese dentro de una esfera; debido al tipo de proyección, es posible crear objetivos con una mayor cobertura angular que los objetivos de proyección rectilínea, a costa de la distorsión de la imagen proyectada. Tienen su aplicación en la vigilancia y en el campo artístico de la fotografía.

## Elemento de identificación
Para facilitar la identificación física, las prestaciones ópticas, y las compatibilidades entre sistemas fotográficos (cámaras del mismo fabricante o respecto de otros fabricantes) cada objetivo cuenta con una serie de datos informativos en su carcasa:
- Fabricante de cámaras fotográficas: Canon, Leica, Nikon, Olympus, Pentax, Sony - Minolta, Fujifilm.
- Fabricantes de objetivos: Carl Zeiss, Tamron, Tokina, Sigma, Vivitar.
- Sistema de montura: Canon EF, Canon EF-S, Nikon F, Fujinon X, Fujinon G.
- Número de serie de fabricación: Número único de identificación, para caso de robo o pérdida.
- Distancia focal: expresada en milímetros. En los objetivos zum se expresa un rango de valores indicando la mínima y máxima distancia focal.
- Luminosidad o número f: En el caso de los objetivos zum se expresan también dos valores distintos indicando la luminosidad para la mínima y máxima distancias focales.
- Diámetro de filtro: un valor absoluto en milímetros, expresado con el símbolo (Ø). Indica el diámetro del filtro que se puede acoplar delante del sistema óptico.
- Corrección de aberraciones ópticas: Mediante las expresiones "aspheric" y "apochromatic" el fabricante hace saber si ha aplicado un especial grado de corrección a los objetivos.
- Tratamiento superficial de las lentes: indica el tratamiento óptico de la superficie de las lentes a través de las palabras "coated" o "multicoated".

## Elemento de calidad
Existen múltiples parámetros con los que se puede atribuir mayor o menor calidad a un objetivo:
- Definición, es decir, la nitidez con la que pueden reproducir las imágenes, determinado por
  - Cantidad de elementos, y agrupaciones.
  - Calidad óptica de los elementos.
- Rango de distancia focal: a mayores rangos de distancia focal disminuye la calidad óptica del objetivo. Ópticamente conviene tener varios objetivos de focal fija o de poco rango, y recurrir al cambio de objetivos según las exigencias del encuadre.
- Montura metálica, más resistente y duradera.
- Mayor peso, que aunque sin relación aparente suele indicar la utilización de materiales de mayor calidad en su construcción.
- Con mecanismos de corrección de ciertas aberraciones ópticas: por ejemplo de tipo "esféricos" (aspheric en inglés), o los "anamórficos".
- Contraste: es decir, que se tenga un comportamiento lineal en todo el espectro de frecuencias de la luz (sin variar la intensidad sus intensidades).
- Tipo de Cuadro: Completo (Full frame) capaz de incidir sobre 36x24mm; o en cambio Recortado (Típicamente los denominados DX en Nikon)
- Fabricante, ya que algunos fabricantes son referencias clave en calidad.